# Альцог, Иоганн Баптист
Иоганн Баптист Альцог (нем. Johann Baptist Alzog; 1808—1878) — христианский католический церковный историк, богослов и педагог XIX века.

## Биография
Иоганн Баптист Альцог родился 29 июня 1808 года в городе Олау (ныне Олава), в Силезии.
И. Б. Альцог посещал гимназию в Бриге, слушал затем в Бреславле (ныне Вроцлав) и Бонне лекции по философии и богословию.
С 1830 по 1833 занимал в Ахене должность домашнего учителя и в 1834 году был посвящён в Кёльне в священники.
Благодаря своей докторской диссертации «Explicatio catholicorum systematis de interpretatione litterarum sacrarum» (Мюнстер, 1835) И. Б. Альцог в 1834 году был назначен профессором при священнической семинарии в Позене (ныне Познань).
В 1846 году он был уже членом капитула каноников и профессором при семинарии в Хильдесхайме, а в 1853 году духовным советником и профессором духовной истории в Фрайбурге.
В 1863 году Иоганн Баптист Альцог вместе с Игнацем фон Дёллингером и Ганебергом созвали собрание католических учёных в городе Мюнхене. В 1869 году, согласно «ЭСБЕ», приглашенный в члены догматической комиссии для предварительных работ к Первому Ватиканскому собору, он был единственным богословом, высказавшимся против провозглашения догмата о папской непогрешимости. По принятии этого последнего он подчинился решению собора и отнесся неодобрительно к образованию старокатолицизма. В 1876 году Альцог был принят в качестве почетного члена Студенческой немецкой католической организации( KDStV Hercynia Freiburg im Breisgau ).
Некоторое печатные труды И. Б. Альцога были переведены на французский и английский языки.
Иоганн Баптист Альцог скончался 28 февраля 1878 года в городе Фрайбурге.